# Jing cha gu shi 2013
Jing cha gu shi 2013  (chinês tradicional: 警察故事2013, chinês simplificado: 警察故事2013, pinyin: Jǐng Chá Gù Shì Èr Líng Yī Sān; bra: Em Nome da Lei ou Em Busca de Justiça; em inglês: Police Story 2013) é um filme de ação de 2013. Este e o sexto filme da serie Police Story. E sequência do filme New Police Story a serie e estrelada por Jackie Chan.

## Sinopse
O Detetive Zhong Wei (Jackie Chan) vai para Wu Bar em busca de sua filha distante, Miao Miao (Jian Tian), que agora e namorada do dono da boate Wu Jiang (Liu Ye). Zhong não aprova esse namoro e começa uma discussão de pai e filha, antes que ele faça as pazes com a filha um assaltante o acerta na cabeça e quando ele recobra a consciência ele ta amarrado com fios de ferro ele descobre que sua filha e os clientes do bar estão mantidos em cativeiro o que faz Zhong se soltar e libertar os clientes e sua filha e ir atrás desse assaltante.

## Elenco
- Jackie Chan como Zhong Wei
- Liu Ye como Wu Jiang
- Jing Tian como Miao Miao
- Wei Na como Na Na
- Yu Rongguang como Capitão Wu
- Wang Zhifei como Diretor Fang
- Zhang Xiaoning como Pai de Wu
- Guli Nazha como Xiao Wei

## Lançamento
O filme foi anunciado no Beijing International Film Festival em abril de 2013. Jackie Chan tambem promoveu o filme no Festival de Cannes em maio de 2013. O filme foi lançado na china no dia 24 de dezembro de 2013.

## Exibição no Brasil
O filme foi comercializado com o título Em Nome da Lei no Brasil em sua exibição em canais a cabo e mídias digitais, porém em sua exibição em TV aberta pela Rede Globo, teve o título alterado para Em Busca de Justiça, provavelmente para evitar associação com o filme brasileiro de mesmo nome.